# Василий Иванович (князь брянский)
Василий Иванович — князь селеховский, последний князь брянский (1352—1356/57). Сын Ивана Александровича смоленского, родоначальник князей Селеховские.

## Биография
В 1357 году, в ответ на захват Брянска и осаду Смоленска Ольгердом в 1356 году, Василий Иванович получает в Орде ярлык на Брянское княжество.
Умер в 1356/57 году в Брянске, после этого город был захвачен ВКЛ.
По родословной росписи поданной в 1682 году в Палату родословных дел указано, что Василий Иванович (отец не указан) является родоначальником князей Селиховские и являлся отцом сына Ивана Васильевича Смоленского, которого Ольгерд (ум. 1377) согнал с княжения и он приехал на службу к Дмитрию Донскому (1363-1389).

## Критика
В ЭСБЕ Василий назван «Александровичем» также известен Василий Романович брянский (сын Романа Глебовича?).
Войтович считает Василия одним лицом с Василием Ивановичем березуйским, погибшим в 1370 году при обороне Волоколамска. Но его отцом в одном из синодиков назван Иван Дмитриевич.
Также считается, что он был князем новгородским в 1396—1398 годах.